# Vroom (lied)
Vroom is een lied van de Nederlandse zangeres Famke Louise in samenwerking met de Nederlandse rapper Bokoesam. Het werd in 2017 als single uitgebracht.

## Achtergrond
Vroom is geschreven door Leo Roelandschap, Felix Laman en Samuel Sekyere en geproduceerd door Yung Felix. Het is een nummer uit het genre nederhop. In het lied rappen en zingen de artiesten over het tonen van vermogen en de haat die gepaard gaat met rijkdom. Er worden verschillende luxemerken benoemd, zoals de automerken Bentley en Honda en kledingmerk Gucci. Het lied is de opvolger van Op me monnie, de debuutsingle van de zangeres. Net zoals de voorganger, was Vroom een hit op internet. Het werd veel bekeken op YouTube en beluisterd op Spotify kort na uitbrengen. De video op YouTube had na een dag al meer dan een miljoen views, maar ook vele duizende "dislikes" en haatreacties. Bij Spotify piekte het direct op de eerste plaats van de trendinglijst van het muziekplatform.
Bij het lied Op me monnie kreeg Famke Louise veel kritiek over het gebruik van Auto-Tune. Om deze reden werd dit middel bij Vroom bewust niet gebruikt.
Famke Louise maakte van het nummer samen met Donnie en Joost een remix. Bij de bijbehorende videoclip was naast de drie uitvoerende artiesten ook Johan Vlemmix te zien.

## Hitnoteringen
De artiesten hadden succes met het lied in de hitlijsten van Nederland. Het piekte op de zevende plaats van de Nederlandse Single Top 100 en stond vier weken in deze hitlijst. De Nederlandse Top 40 werd niet bereikt; het kwam hier tot de zesde plaats van de Tipparade.